# Wikitravel

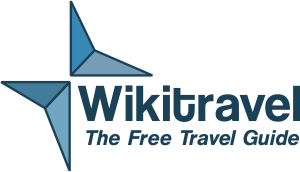
Biểu trưng Wikitravel tiếng Anh

Wikitravel là dự án để xây dựng bộ hướng dẫn du lịch đầy đủ, cập nhật, và xác thực có nội dung mã nguồn mở. Tuy nó sử dụng mô hình wiki để xây dựng sách hướng dẫn này và cung cấp nó trên World Wide Web, nhưng dự án cũng có mục đích in ra bộ hướng dẫn này trên giấy. Wikitravel được xây dựng bởi các Wikitraveller cộng tác từ khắp mọi nơi. Những bài viết có thể nói về những địa danh lớn như lục địa hay nhỏ bé như khu phố. Các bài này được xếp theo cỡ, bằng cách định rõ là địa danh của một bài "nằm trong" nơi lớn hơn của bài khác.
Năm 2006, sau khi Internet Brands mua Wikitravel, một số thành viên cộng đồng tách ra thành dự án Wikivoyage. Wikivoyage hiện đã được hợp nhất vào Wikimedia Foundation như một dự án "anh em" với Wikipedia.

## Lịch sử
Wikitravel được bắt đầu vào tháng 7 năm 2003 với mục đích giống của Wikipedia. Tương tự Wikipedia, dự án này cũng sử dụng phần mềm MediaWiki. Tuy nhiên, Wikitravel không trực thuộc Quỹ Hỗ trợ Wikimedia, và lúc đó khác với Wikipedia ở giấy phép Creative Commons Ghi công–Chia sẻ tương tự thay vì Giấy phép Văn bản Tự do GNU. Giấy phép này để cho cá nhân, hãng du lịch, v.v. có thể xuất bản dễ dàng và miễn phí nội dung của trang riêng. Tuy Wikipedia và Wikitravel là nơi tham khảo nội dung mở, do hai dự án này sử dụng giấy phép không hợp nhau, nên không có thể sao chép nội dung giữa hai dự án. Các mục đích khác của Wikitravel cũng dẫn đến quy định và hướng dẫn khác về nội dung.
Ngày 20 tháng 4 năm 2006, Wikitravel tuyên bố rằng họ và World66 bị mua bởi Internet Brands. Wikitravel sẽ tiếp tục chuyên môn về hướng dẫn cộng tác và khách quan, còn World66 sẽ chuyên môn hơn về kinh nghiệm và ý kiến cá nhân.
Ngày 23 tháng 12 năm 2005, Wikitravel nói chung đạt đến cột mốc 10.000 hướng dẫn; ngày 11 tháng 6 năm 2006, Wikitravel tiếng Anh đạt 10.000 hướng dẫn sau khi một trang về Loveland, Ohio được tạo ra.